# Templo de Apolo Poros
El Templo de Apolo de Poros o simplemente Templo de Poros (en griego antiguo: Πώρινος ναός, romanizado: Pōrinos naos) es el nombre que recibe uno de los antiguos templos griegos dedicados a Apolo en la isla de Delos, en Grecia. Sus ruinas forman parte del yacimiento arqueológico de Delos, declarado Patrimonio de la Humanidad por la Unesco. Más concretamente, el yacimiento forma parte del santuario de Apolo y Artemisa de Delos..

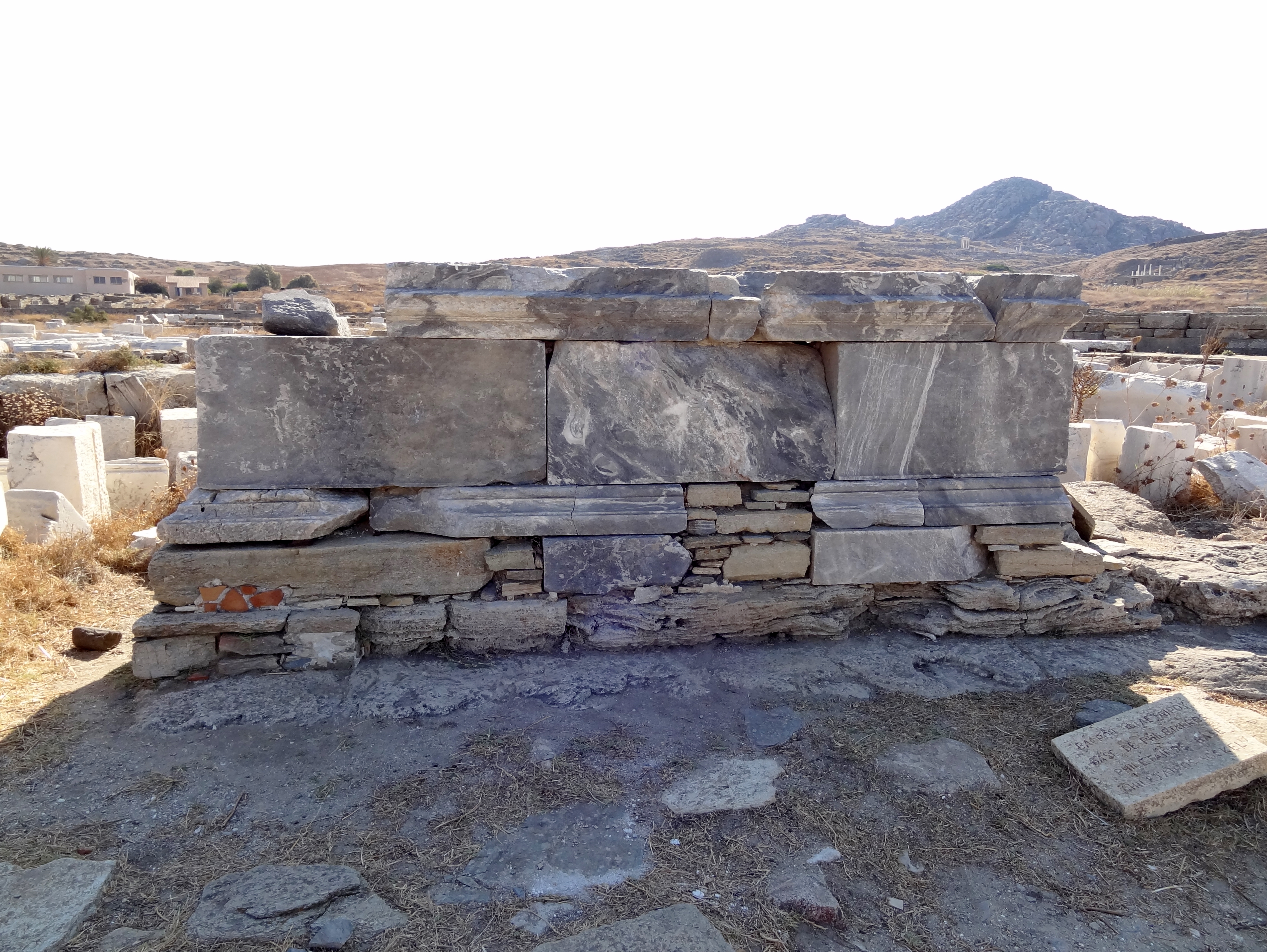
Restos del templo de Poros.

El templo fue construido en la época arcaica alrededor del 550-525 a. C. Fue erigido en la isla por los atenienses, posiblemente sustituyendo a un templo anterior de Naxos construido en el lugar. El tesoro de la Liga de Delos se encontraba originalmente en este templo. Era uno de los tres templos dedicados a Apolo de Delos, y era el más septentrional de los tres. Más tarde se construyó el Templo de Apolo de Delos al sur, con el Templo de Apolo de los atenienses en Delos en medio.
Era de estilo jónico. Medía unos 15,5 m de largo y unos 10 m de ancho. El templo tenía un pronaos con dos columnas delante y una naos o cella detrás, abierta hacia el oeste. Según una interpretación, el templo habría tenido seis columnas jónicas delante.
Frente al templo, en su lado occidental, se alzaba el altar Keratón dedicado a Apolo, hecho de cuernos.